# Фізика плазми

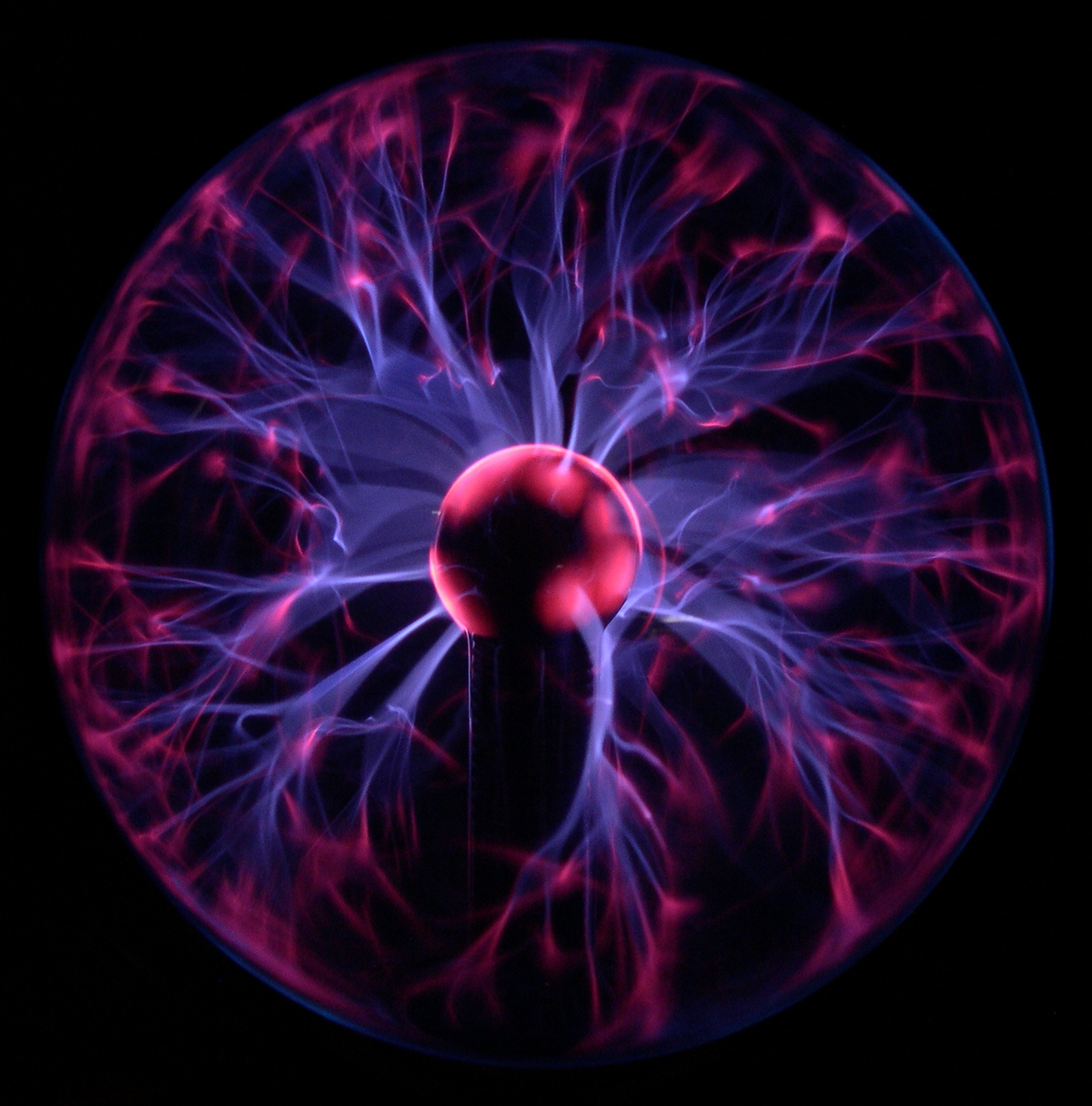
Плазма

Фізика плазми — розділ фізики, що вивчає властивості і поведінку плазми, зокрема, в магнітних полях. Оскільки мова йде про макроскопічну поведінку частково або повністю іонізованого суцільного середовища, фізику плазми можна вважати і підрозділом фізики суцільних середовищ.
Основні напрями дослідження:
- стійкість плазми в зовнішніх полях
- хвилі в плазмі
- електричні, магнітні та оптичні властивості плазми
- дифузія, провідність та інші кінетичні явища в плазмі
- динаміка плазми з магнітним полем, що «вморожений» в неї (магнітогідродинаміка)
- плазма в космосі (іоносфера, структура зірок, плазма в міжзоряному і міжгалактичному просторі)
- утримання плазми в магнітних пастках; керований термоядерний синтез

В Україні фізикою плазми займаються зокрема на кафедрі квантової теорії поля Київського національного університету ім. Т. Г. Шевченка.